# Chingy
Howard Bailey, Jr. (9 de março de 1980), mais conhecido por seu nome artístico Chingy, é um rapper americano. Chingy ficou famoso e ganhou notoriedade com seu estilo de hip hop diferenciado, com batidas e musica dançantes. Chingy alcançou a fama em 2003, com o single "Right Thurr", que mais tarde ficaria classificado na 72.ª posição da tabela compilatória da Billboard Hot 100 relativa aos anos 2000.
Chingy ganhou fama e ficou conhecido no Brasil com o single "Balla Baby", que foi um dos temas da temporada de 2005 de Malhação, da Rede Globo.

## Biografia
Chingy, de seu verdadeiro nome Howard Bailey Jr., nasceu em St. Louis no ano de 1980. Ele começou a escrever letras quando tinha apenas 9 anos de idade e com 10 já estava gravando raps.
Ele era originalmente conhecido como H Thugz, mas mudou o nome para Chingy, que é uma gíria para dinheiro.

## Carreira
Pouco tempo após completar os seus 23 anos, o MC lança o seu primeiro álbum, Jackpot. O rapper, 'protegido' de Ludacris, conta neste seu primeiro trabalho com Snoop Dogg, Ludacris, Murphy Lee, Jermaine Dupri e Trina, entre outros. O principal sucesso do álbum foi "Right Turr", com o qual o rapper 'assaltou' as tabelas e rapidamente nelas subiu. De resto foram ainda tornados singles os temas "Holliday In", com Snoop Dogg e Ludacris, e "One Call Away", com Jason Weaver.
Logo no ano seguinte, Chingy lança Powerballin'. O primeiro single retirado deste segundo trabalho do MC de St. Louis foi "Balla Baby", que não conseguiu obter, de forma alguma, o mesmo sucesso de "Right Thurr". Powerballin', diga-se em abono da verdade, não resultou no êxito que havia sido Jackpot. Conta contudo com numerosas participações, tais como as de Lil Flip, David Banner, Nate Dogg, Lil Wayne, Janet Jackson e R. Kelly, entre outras.

## Discografia

#### Álbuns de Estúdio
- Jackpot (2003)
- Powerballin' (2004)
- Hoodstar (2006)
- Hate It Or Love It (2007)
- Success & Failure (2010)

- Dead Rose (2017)

Álbuns independentes
- Success & Failure (2010)
- Power Ballin 2 (JP 2) (2018)

EPs
- Pick 3 (com Mysphit & MGD) (2005)
- Chingology (9 year theory) (2013)

Mixtapes
- Global Warming (com DJ Ill Will, DJ Infamous, DJ Rockstar, DJ Woogie) (2009)
- Fresh Thug Vol. 1 (com DJ Ill Will, Ludacris, DJ Rockstar, DJ Noize, DJ Woogie) (2009)
- 1st Quarter (2009)
- Stars & Straps Reloaded Vol. 1 (com DJ Ill Will, DJ Rockstar, Yung Dip, Kevin Hart and DJ Noize) (2009)
- The Mixtape (2009)
- Jackpot Back (com  DJ Ill Will, DJ Rockstar) (2012)
- Chances Make Champions (com DJ Ill Will, DJ Rockstar, DJ Noize, Ludacris) (2012)
- FullDekk Fullosiphy (DJ Ill Will) (2012)
- The Purge (com M.C and DJ Noize) (2016)